# Bohuňov (Žďár nad Sázavou-i járás)
Bohuňov település Csehországban, a Žďár nad Sázavou-i járásban. Bohuňov Bystřice nad Pernštejnem, Lísek és Písečné településekkel határos. Lakosainak száma 302 fő (2024. január 1.).

## Népesség
A település lakosságának változását az alábbi diagram mutatja:
| Lakosok száma | 397  | 391  | 324  | 240  | 230  | 245  | 260  | 258  | 268  | 302  |
|               | 1869 | 1890 | 1921 | 1950 | 1980 | 2001 | 2017 | 2019 | 2022 | 2024 |